# Albert Lardelli
Pour l’article homonyme, voir Elisabeth Lardelli.
Albert Lardelli, né le 25 décembre 1888 à Coire (originaire de Poschiavo) et mort le 21 juin 1959 dans la même ville, est une personnalité politique suisse, membre du Parti démocratique. 
Il est membre du Gouvernement du canton des Grisons de 1932 à 1938 et député au Conseil des États de 1935 à 1956. 

## Biographie
Albert Lardelli naît le 25 décembre 1888 à Coire. Il est originaire de Poschiavo, dans la région de Bernina, au sud-est des Grisons. Son père, Thomas, est médecin.
Il suit le gymnase à Coire, puis fait des études de droit dans les universités de Zurich, de Berlin et de Genève, couronnées par un doctorat de l'Université de Zurich en 1913.
Après un stage bancaire à Milan, il occupe un poste de conseiller juridique à la Banque cantonale des Grisons de 1917 à 1927. Il ouvre ensuite sa propre étude d'avocat à Coire. Il est président de la Banque cantonale de 1940 à 1959. Il est également membre du conseil d'administration des Chemins de fer rhétiques à partir de 1932 et en occupe par la suite la vice-présidence.
Il est marié à Magda Breuer, avec qui il a un fils qui porte le même prénom que lui.
Il meurt le 21 juin 1959 à Coire, dans sa 71e année, après plusieurs semaines de maladie.

## Parcours politique
D'abord membre des Jeunes radicaux, il cofonde par la suite le Parti démocratique. 
Il siège au Conseil municipal (législatif) de la ville de Coire de 1929 à 1931 et de 1950 à 1955 et au Grand Conseil du canton des Grisons de 1929 à 1932 et de 1939 à 1949.
Il est élu le 6 décembre 1931 au Gouvernement du canton des Grisons, où il succède à Georg Hartmann. Il y dirige de 1932 à 1938 le Département des finances. Il quitte le gouvernement à la fin de 1938, où il est remplacé par le conseiller national Andreas Gadient, la Constitution grisonne ne permettant de se porter qu'une seule fois candidat à sa réélection au gouvernement.  
Il siège au Conseil des États de juin 1935 à juin 1956. Il est le premier représentant de son parti à la Chambre haute du Parlement. 
Comptant parmi les personnalités politiques les plus influentes des Grisons, il passait pour un expert en droit des eaux et en finances.